# Placówka Straży Granicznej w Hrubieszowie
Placówka Straży Granicznej w Hrubieszowie – graniczna jednostka organizacyjna Straży Granicznej realizująca zadania w ochronie granicy państwowej z Ukrainą.

## Formowanie i zmiany organizacyjne
Placówka Straży Granicznej w Hrubieszowie z siedzibą w Hrubieszowie (Placówka SG w Hrubieszowie), została powołana 24 sierpnia 2005 roku Ustawą z 22 kwietnia 2005 roku O zmianie ustawy o Straży Granicznej..., w strukturach Nadbużańskiego Oddziału Straży Granicznej w Chełmie z przemianowania dotychczas funkcjonującej Granicznej Placówki Kontrolnej Straży Granicznej w Hrubieszowie. Znacznie rozszerzono także uprawnienia komendantów, m.in. w zakresie działań podejmowanych wobec cudzoziemców przebywających na terytorium RP.
Z końcem 2005 roku odeszli ze służby ostatni funkcjonariusze służby kandydackiej. Było to możliwe dzięki intensywnie realizowanemu programowi uzawodowienia, w ramach którego w latach 2001–2006 przyjęto do NOSG 1280 funkcjonariuszy służby przygotowawczej.
31 grudnia 2010 roku w placówce służbę pełniło 155 funkcjonariuszy.

## Ochrona granicy
W ramach Systemu Wież Obserwacyjnych Straży Granicznej (SWO SG), 16 grudnia 2009 roku na odcinku placówki została oddana do użytku wieża obserwacyjna SWO do ochrony powierzonego odcinka granicy państwowej. Wieża znajduje się w miejscowości Ślipcze z lokalnym ośrodkiem nadzoru w placówce SG w Hrubieszowie.

### Podległe przejścia graniczne
- Hrubieszów-Włodzimierz Wołyński (kolejowe)[6] (położone w odległości 3 km od PSG[1])
- Zosin-Uściług (drogowe)[6] (położone w odległości 18 km od PSG[1]).

### Terytorialny zasięg działania
PSG w Hrubieszowie ochrania wyłącznie odcinek granicy rzecznej z Ukrainą przebiegającą środkiem koryta rzeki granicznej Bug.
Stan z 1 września 2021
Placówka SG w Hrubieszowie ochrania odcinek granicy państwowej:
- Od znaku granicznego nr 853 do znaku granicznego nr 882.
- Linia rozgraniczenia z:

1. Placówką Straży Granicznej w Horodle: włącznie znak graniczny nr 882, wyłącznie Strzyżów, Husynne, Moroczyn, Dziekanów, wyłącznie Moniatycze, wyłącznie Nowosiółki, dalej granicą gmin Hrubieszów i Trzeszczany, Uchanie i Trzeszczany, Grabowiec i Trzeszczany, Grabowiec i Miączyn
2. Placówką Straży Granicznej w Kryłowie: wyłącznie znak graniczny nr 853, Wołynka, wyłącznie Cichobórz, Mieniany, wyłącznie Masłomęcz, granicą gmin Hrubieszów i Werbkowice, wzdłuż linii kolejowej Hrubieszów – Zamość do granicy gminy Werbkowice i Miączyn, dalej granicą gmin Werbkowice i Miączyn.
3. Placówką Straży Granicznej w Dołhobyczowie: granicą gmin Miączyn i Tyszowce.
4. Placówką Straży Granicznej w Lublinie: granicą gmin Miączyn i Komarów Osada, Miączyn i Sitno.

- Poza strefą nadgraniczną obejmuje z powiatu zamojskiego gminę Miączyn.

Stan z 30 grudnia 2014
Obszar służbowej działalności Placówki SG w Hrubieszowie położony był w powiecie hrubieszowskim i obejmował w całości gminę Trzeszczany oraz część gminy Hrubieszów i Werbkowice.
Stan z 1 sierpnia 2011
Placówka SG w Hrubieszowie ochraniała odcinek granicy państwowej od znaku granicznego nr 853 do znaku granicznego nr 882.
- Linia rozgraniczenia z:

1. Placówką Straży Granicznej w Horodle: włącznie znak graniczny nr 882, wyłącznie Łukaszówka, Husynne, Moroczyn, Dziekanów, wyłącznie Moniatycze, wyłącznie Nowosiółki, dalej granicą gmin Hrubieszów i Uchanie oraz Trzeszczany.
2. Placówką Straży Granicznej w Kryłowie: wyłącznie znak graniczny nr 853, Wołynka, wyłącznie Cichobórz, Mieniany, wyłącznie Masłomęcz, granicą gmin Hrubieszów oraz Werbkowice i dalej wzdłuż linii kolejowej Hrubieszów – Zamość.

- Poza strefą nadgraniczną obejmował powiat krasnostawski, Zamość, z powiatu zamojskiego gminy: Miączyn, Grabowiec, Sitno, Skierbieszów, Zamość, Stary Zamość.

## Wydarzenia
- 2014 – luty, w związku z atakiem zimy i wysokimi opadami śniegu, patrole PSG w Hrubieszowie realizując swoje czynności służbowe przy wykorzystaniu pojazdu służbowego i skutera śnieżnego, dostarczali produkty żywnościowe mieszkańcom miejscowości przygranicznych oraz wielokrotnie pomagali podróżnym, których pojazdy utknęły w zaspach śnieżnych[8].

## Placówki sąsiednie
- Placówka SG w Horodle ⇔ Placówka SG w Kryłowie – 01.08.2011[7]
- Placówka SG w Horodle ⇔ Placówka SG w Kryłowie, Placówka SG w Dołhobyczowie, Placówka SG w Lublinie – 01.09.2021[6].

## Komendanci placówki
- kpt. SG Leszek Surmacz (do 16.06.2011)[9]
- por. SG/mjr SG Mariusz Kulczyński[10] (17.06.2011[9]–16.09.2016)[11]
- ppłk SG Piotr Stupka (od 17.09.2016)[12]
- ppłk SG Dariusz Łopocki (od 30.01.2017)[13].